# 竜沙区
竜沙区（りゅうさ-く）は、中華人民共和国黒竜江省チチハル市に位置する市轄区。

## 地理
北部は建華区、東部は鉄鋒区、南南東、南部、南南西部にかけて昂昂渓区、そして西部はアムール川(黒竜江)へと続く松花江の支流である嫩江が流れており、これが梅里斯ダウール族区と行政区境となっている。

## 歴史
満洲国時代に11区に区分されていた斉斉哈爾市の行政整理が1946年5月に実施され、6区に整理統合された際、竜沙は第一区及び第三区とされた。1954年12月11日、6区を4区に統合した際に第一区、第三区及び第五区の一部を統合し竜沙区が成立した。

## 行政区画
下部に7街道を管轄：
- 街道弁事処：五竜街道、湖浜街道、江安街道、正陽街道、彩虹街道、南航街道、大民街道

## 教育

### 大学
- チチハル工程学院（中国語版）

## 交通

### 航空
- チチハル三家子空港

### 鉄道
- 中国鉄路総公司
  - 中国鉄路ハルビン局集団公司
    - 哈斉旅客専用線、平斉線 （チチハル南駅）

### 道路
- 国道
  -  G111国道（中国語版）

## 健康・医療・衛生
- 竜沙区医院
- 竜沙区中医院
- チチハル市第七医院